# Perbrinckia
Perbrinckia là một chi cua nước ngọt đặc hữu của Sri Lanka. Môi trường sống của chúng là các khu rừng đất thấp, ẩm hoặc trên sông suối, nhiệt đới và cận nhiệt đới. Chi này gồm 13 loài, hầu hết đều nằm trong sách đỏ IUCN.

## Các loài
- Perbrinckia cracens Ng, 1995 [3]
- Perbrinckia enodis (Kinglsey, 1880) [4]
- Perbrinckia fenestra Bahir & Ng, 2005 [5]
- Perbrinckia fido Ng, 1995 [6]
- Perbrinckia gabadagei Bahir & Ng, 2005 [7]
- Perbrinckia glabra Ng, 1995 [8]
- Perbrinckia integra Ng, 1995 [9]
- Perbrinckia morayensis Ng & Tay, 2001 [10]
- Perbrinckia punctata Ng, 1995 [11]
- Perbrinckia quadratus Ng & Tay, 2001 [12]
- Perbrinckia rosae Bahir & Ng, 2005 [13]
- Perbrinckia scansor (Ng, 1995) [14]
- Perbrinckia scitula Ng, 1995 [15]